# 181661 Alessandro
181661 Alessandro este o planetă minoră (asteroid) din centura de asteroizi. A fost descoperită pe 29 decembrie 2007 la  de . 
Obiectul prezintă o orbită caracterizată de o semiaxă mare de 3,1181052567945 UAi, o excentricitate de 0,086981319270736, o înclinație de 10,560781995042 ° în raport cu ecliptica.